# Đại dịch COVID-19 tại Saint-Pierre và Miquelon
Đại dịch COVID-19 được xác nhận là đã đến cộng đồng hải ngoại của Pháp là Saint-Pierre và Miquelon vào ngày 5 tháng 4 năm 2020. Trước đó, dịch vụ phà giữa Newfoundland và Saint-Pierre và Miquelon đã bị đình chỉ. Dịch vụ hàng không và phà giữa các đảo St. Pierre và Miquelon bị cắt giảm. Ngành du lịch dự kiến sẽ bị ảnh hưởng bởi đại dịch. Khu vực đã trải qua quá trình phong tỏa kể từ ngày 17 tháng 3 năm 2020.
Tính đến ngày 30 tháng 11 năm 2023, Saint-Pierre và Miquelon ghi nhận 3,452 trường hợp nhiễm COVID-19 và 2 trường hợp tử vong.

## Bối cảnh
Vào ngày 12 tháng 1 năm 2020, Tổ chức Y tế Thế giới (WHO) xác nhận rằng coronavirus mới là nguyên nhân gây ra bệnh đường hô hấp ở một nhóm người ở thành phố Vũ Hán, tỉnh Hồ Bắc, Trung Quốc và đã được báo cáo cho WHO vào ngày 31 tháng 12 năm 2019.
Tỷ lệ ca tử vong đối với COVID-19 thấp hơn nhiều so với đại dịch SARS năm 2003, nhưng tốc độ truyền bệnh cao hơn đáng kể cùng với tổng số người chết cũng đáng kể.

## Dòng thời gian

### Tháng 4 năm 2020
Vào ngày 5 tháng 4, trường hợp đầu tiên đã được xác nhận.
Vào ngày 25 tháng 4, Bộ trưởng Hải ngoại thông báo ngừng hoạt động dần dần ở Saint-Pierre và Miquelon bắt đầu từ thứ Hai ngày 27 tháng 4. Phần lớn các cơ sở kinh doanh đã được mở cửa trở lại ngoại trừ các quán bar và nhà hàng. Các trường học đã được mở cửa trở lại vào tuần đầu tiên của tháng Năm. Việc đi lại giữa hai hòn đảo được nối lại vào ngày 11 tháng 5. Các hạn chế đối với các môn thể thao và tụ tập vẫn được duy trì.

### Tháng 5 năm 2020
Vào ngày 4 tháng 5, có thông tin cho rằng hơn 270 học sinh bị mắc kẹt ở thủ đô nước Pháp và Canada sẽ trở về Saint-Pierre và Miquelon từ ngày 12 tháng 5 trở đi. Họ được đưa đi cách ly trong 14 ngày và được xét nghiệm. Các sinh viên ở thủ đô nước Pháp đã được hồi hương theo hai nhóm.

### Tháng 1 năm 2021
Vào ngày 28 tháng 1, Saint-Pierre-et-Miquelon đã thông báo về một trường hợp dương tính thứ 24.